# 丹尼爾·施密特
丹尼爾·施密特（シュミット・ダニエル，1992年2月3日—），日本足球運動員，司職守門員，現效力日職球會名古屋鯨魚，日本國家足球隊成員。

## 早期生涯
丹尼尔·施密特身高1米98，体重88公斤。生于美国伊利诺伊州，父亲是美国人，母亲日本人。2岁的时候，转到日本仙台市生活，从小学二年级开始练习足球。
一直到中学三年级，丹尼尔都是踢防守中場，这让他有一定的脚下力量和头球能力。在东北学院中学校的一场比赛中，丹尼尔被一名对手从脚下抢走了球，就放弃了足球，转而去打排球。
几个月后，发现自己还是喜欢足球，就又回到了足球部。当时足球部缺少第二门将，加上他又在排球部练了几个月，教练就让他在恢复期先帮着门将训练，结果进入高中后，丹尼尔就转而开始当守门员了。

## 俱樂部生涯
高中三年级，丹尼尔参加了仙台維加泰的选拔，随后进入了中央大学学习。在东京入讀大学期间，他从第一年开始，就成为了川崎前锋以特别指定选手的方式进行培训，在日职登录後，不断进入联赛的替补席。
大学二年级和三年级，丹尼尔都是全日本大学队的一员，但因为另一名门将冈西宏祐的存在，直到大学四年级年他才获得中央大学的主力门将地位。2013年8月，在大学毕业前半年，丹尼尔获得了仙台维加泰的邀请，在第二年和这支球队签约，正式成为职业球员。
2014年4月，熊本罗亚素的门将受伤，丹尼尔以1个月的培养型租借到了这個球队，施密特马上在4月26日联赛第9轮对长崎成功丸的比赛中完场职业生涯首秀，至5月底租借结束时，施密特出场4次2次零封帮助球队收获了4场平局。归队后的施密特在6月1日的日本联赛杯第7轮与神户胜利船的比赛中完成自己代表仙台维加泰的首秀。赛季结束后，与队友藤村庆太一起前往西班牙穆尔西亚进行了为期一个月的留学训练。
2015年赛季，在仙台维加泰依然没有位置的施密特只是在日本联赛杯中2次坐上替补席，此时熊本罗亚素再次发来邀约，希望双方可以再次合作。5月30日，双方俱乐部达成共识，施密特租借加入日乙球队熊本罗亚素为期半年。从6月6日起，施密特坐稳了球队首发门将的位置，参加了剩余每一场联赛，26次出场丢20球并送出10场零封(其他3名门将在前16场中的失球数为25球)，能力得到充分的认可，球队失球也创造了球队历史第二低的纪录。赛季初在降级区的熊本，在联赛结束时离升级附加赛区仅差5分，排名第12。有意思的是当赛季熊本场均被射门数(15.7次)居然是近8个赛季以来的第二差成绩。
2016年赛季，刚刚降入日乙的松本山雅将施密特租借入队。施密特也在联赛42场打满了其中41场失31球送出20次零封，球队失球数为联赛最少的32个，这也同时创造了球队近8年的最低失球数。
2017年赛季，连续两年在日乙联赛的出色表现使得仙台维加泰选择将他召回为一线队效力。此时的仙台年年处于联赛下半区，门将位置上前两年的主力六反勇治离开球队加盟清水心跳。施密特需要与曾经的主力关宪太郎争夺主力位置。虽然双方拥有20公分的身高差，但扑救能力及反应敏捷度上一定程度帮助了他在位置争夺中保持一定的优势。加上施密特不幸在训练营中右脚韧带受伤，使得自己不得不在联赛开局阶段坐在替补席，不过4月7日球队客场耻辱性的0-7惨败给浦和红钻后，主教练渡边晋选择启用施密特作为主力。4月16日，初次登上日职舞台的施密特在球队主场1-4不敌鹿岛鹿角，接着又在客场3-3与广岛三箭战平，广岛3次命中球门攻入3球。好在4月30日，施密特贡献4次扑救收获了自己在日职的首次零封，球队也在客场3-0战胜了清水心跳，终结了此前的4轮不胜。此后施密特表现还算稳健。可惜9月中期再次有伤病，施密特不得不提前结束了自己首个日职赛季，20次出场失31球送出4次零封。
2018年赛季，因为伤病直到第7轮他才迎来赛季首秀。4月25日，联赛第10轮客场迎战大阪樱花的比赛中他送出了10次扑救。不过由于再次收到伤病困扰，进入下半赛季后施密特才真正重返稳定的首发位置。赛季结束时，出场18次失30球送出3次零封。
2019年赛季夏窗开启时，比甲联赛的圣图尔登希望他能够加盟球队。 7月13日，在主场0-4败给鹿岛鹿角后，施密特离开球队开启留洋之旅。施密特的日职首秀和离队，对手都是鹿岛鹿角，只可惜这两场他都丢了4个球，带着19场比赛失30球送出4次零封的成绩暂别日职联赛。
施密特迅速坐稳主力。8月2日于布鲁日的比赛中，施密特上演了比甲首秀，但球队0-6惨败。不过9天后在于联赛第3的标准列日的交手中，贡献了2次扑救帮助球队2-1主场取胜。联赛第12轮，在0-0战平真特的比赛中，施密特送出4次扑救，被比利时媒体评为MOM(当场最佳)。第14轮与奥斯坦德的比赛中，施密特送出留洋生涯至今最高的6次扑救，帮助球队主场1-0收获胜利。

## 國家隊生涯
丹尼尔·施密特良好的表现也使得自己首次得到了国家队的关注。2016年10月，作为唯一在日乙踢球的门将参加了日本国家队为了储备人才而进行的集训。
2018年8月，日本国家队公布了新一期的集训名单，丹尼尔·施密特入选了日本国家队的第三门将。11月16日的麒麟杯对委内瑞拉的比赛中丹尼尔·施密特上演国家队首秀。
2019年，施密特参加了年初2019年亚洲杯，小组赛第三轮对乌兹别克的比赛中获得首发。随后施密特又以主力身份参加了3场友谊赛并全部零封对手，可惜他没有随队参加2019年美洲杯，4场世预赛则全部进入名单。最近的东亚杯也没入选比赛名单。
2022年11月，施密特入选日本队2022年世界杯大名单。

## 外部連結
- 丹尼爾·施密特在 National-Football-Teams.com 上的出场纪录
- Soccerway資料庫：丹尼爾·施密特
- 日本職業足球聯賽中的丹尼爾·施密特 （日語）
- Profile at Vegalta Sendai
- Profile at Matsumoto Yamaga